# São João Evangelista (kommun)
São João Evangelista är en kommun i Brasilien.   Den ligger i delstaten Minas Gerais, i den sydöstra delen av landet, 600 km sydost om huvudstaden Brasília. Antalet invånare är 15 538.
Följande samhällen finns i São João Evangelista:
- São João Evangelista

Omgivningarna runt São João Evangelista är huvudsakligen savann. Runt São João Evangelista är det ganska glesbefolkat, med 35 invånare per kvadratkilometer.